# Elkalyce modestus
Elkalyce modestus är en fjärilsart som beskrevs av Lorkovié 1943. Elkalyce modestus ingår i släktet Elkalyce och familjen juvelvingar. Inga underarter finns listade i Catalogue of Life.